# خليفة بن حمد بن خليفة آل ثاني
خليفة بن حمد بن خليفة آل ثاني (من مواليد عام 1991)، أمير قطري وسياسي وشقيق أمير دولة قطر تميم بن حمد آل ثاني. يشغل حاليا منصب وزير الداخلية بعدما كان ضابطا في قوة الأمن الداخلي.

## حياته
وُلد خليفة بن حمد في قطر عام 1991 وترعرَعَ هناك. هوَ ابنُ الشيخ حمد بن خليفة آل ثاني أمير قطر السابق من زوجتهِ موزا المسند. لدى حمد عددٌ من الأشقاء بمن فيهم تميم بن حمد آل ثاني أمير دولة قطر الحالي.
التحقَ بمدرسة قطر أكاديمي قبلَ أن يحصلَ على تدريبٍ في أكاديمية قطر للقادة والتي تخرّج منها. حصلَ خليفة في عام 2015 على بكالوريوس في العلوم السياسية بدرجةِ أمتياز من جامعة كاليفورنيا الجنوبية في الولايات المتحدة الأميركية كما نالَ في العام التالي ماجستير في الدبلوماسية العامة بدرجة امتيازٍ أيضًا من نفسِ الجامعة.ّ التحقَ خليفة فيما بعد بقوّة الأمن الداخلي القطريّة عام 2015 وصارَ ضابطًا بها.